# Quadricalcarifera formosanus
Quadricalcarifera formosanus är en fjärilsart som beskrevs av Nobukatsu Marumo 1920. Quadricalcarifera formosanus ingår i släktet Quadricalcarifera och familjen tandspinnare. Inga underarter finns listade.